# Tupac Shakur
Tupac Amaru Shakur (Harlem, New York, 16. lipnja 1971. – Las Vegas, Nevada, 13. rujna, 1996.), poznatiji po scenskim imenima 2Pac ili Pac, bio je američki rap umjetnik, glumac, aktivist i tekstopisac.
Rođen je pod pravim imenom Lesane Parish Crooks.
Tupacov album 2Pacalypse Now objavljen je 1991. godine i od tada počinje njegov vrtoglavi rast popularnosti. Za svoga kratkog života Tupac je snimio i nekoliko filmova, među kojim je najpoznatiji Juice iz 1992. godine.
S 75 milijuna prodanih albuma, je i više od 20 godina nakon njegove smrti, po mnogima najveći izvođač u povijesti hip-hop glazbe. Smatra se da je, računajući i piratska izdanja, prodano preko 200 milijuna njegovih albuma na globalnom nivou. Većina njegovih pjesama se bavi odrastanjem u nasilju i siromaštvu geta, zatim rasizmom kao i obračunavanjem s drugim reperima. Tupac je bio poznat i po političkim i gospodarstvenim porukama u svojim pjesmama. Jedan je od najvećih umjetnika svih vremena po mnogim časopisima, uključujući i Rolling Stone koji ga je rangirao 86. na popisu 100 najvećih umjetnika svih vremena.
Tupac Shakur je preminuo 13. rujna 1996. godine u bolnici u Las Vegasu, šest dana nakon što je upucan.

## Životopis
Tupac Amaru Shakur rođen je 16. lipnja 1971. u Harlemu, dijelu četvrti Manhattan, u New Yorku, Sjedinjene Američke Države, kao sin Afeni Shakur, koja je mjesec dana prije poroda bila puštena iz zatvora zbog ilegalnog djelovanja s Crnim panterama. Tupac je rođenjem dobio ime Lesane Parish Crooks, ali mu je majka u djetinjstvu ime promijenila u Tupac Amaru Shakur. S dvije godine dobio je sestru.
Tupacova obitelj se često selila u njegovom djetinjstvu, prvo iz Harlema u Brooklyn, pa iz Brooklyna u Baltimore. U Baltimoreu Tupac je pohađao Školu primijenjenih umjetnosti, gdje je pokazao svoje odlične rezultate na području umjetnosti. Nedugo kasnije seli s obitelji u Oakland, u Kaliforniju, na zapadnu obalu Sjedinjenih Američkih Država. Pošto su zapadna i istočna obala SAD-a bile sukobljene što se tiče bandi, Tupac se počinje baviti repanjem.
Pod imenom MC New York radio je s grupom Bay Area MC's. Ubrzo je shvatio da ako želi biti poznat i priznat na području cijele zemlje mora nastupiti s nekom poznatom grupom, te je nastupio u pjesmi "Same Song" grupe Digital Underground gdje se pojavljuje i u spotu. Ta pjesma mu je donijela i ugovor za diskografsku kuću Interscope Records. Godinu dana kasnije, 1991., Tupac, djelujući pod imenom 2pac, izdaje svoj prvi album 2Pacalypse Now s nekoliko originalnih pjesama u sasvim novom stilu zbog socijalne i osjećajne tematike, što je bila prava novost u svijetu repanja.
Više puta se sukobio sa zakonom, a jednom je čak bio optužen da je nasilni i vulgarni sadržaj njegovog albuma naveo jednog dječaka na ubojstvo. Tadašnji potpredsjednik Sjedinjenih Američkih Država, Dan Quayle, tražio je da se album povuče s tržišta, no to se nije dogodilo. Glumio je u trileru Juice koji je izašao 1992., a radnja se događa u njegovom rodnom dijelu četvrti, Harlemu. Umnožio si je popularnost 1993. svojim drugim albumom Strictly 4 My N.I.G.G.A.Z., koji je sadržavao pjesme I Get Around i Keep Ya Head Up zbog kojih je album dobio platinastu ploču. U srpnju snimio je i svoj drugi film, Poetic Justice, u kojem je glumila i Janet Jackson.
Tupac s 21. godinom, 1993., više puta je bio u zatvoru zbog ilegalnih radnji, te je iste godine objavio je svoj treći film, Above The Rim. U kolovozu bio je i žrtva pokušaja atentata kojeg su pokušali ostvariti banditi s istočne obale, među kojima su i njegovi reperski rivali Notorious B.I.G. i Puff Daddy. Navodno je razlog atentata opći rat između istočnih i zapadnih bandi. U to vrijeme on je čekao presudu zbog silovanja, proglasili su ga krivim, te je završio u zatvoru na 1 i pol do 4 i pol godina. Tijekom njegovog boravka u zatvoru, njegova grupa Thug Life objavila je album Thug Life Vol. 1, na čijem je omotu bio Tupac s dignuta dva srednja prsta. U grupi Thug Life Tupac je bio primjetno bolji od svih u pisanju teksta te u samom izvođenju pjesama. Svoj četvrti studijski album Me Against the World objavio je 1995., koji je na glasu kao jedan od najkomentiranijih njegovih albuma, te sadržava i pjesmu Dear Mama koju je posvetio svojoj majci.
U zatvoru je dobio ponudu od suge knighta koji se ponudio da plati jamčevinu od 1.4 milijuna dolara ako potpiše ugovor za diskografsku kuću Death Row. Tupac je prihvatio ponudu, izašao iz zatvora i počeo surađivati s Death Row-om, te je 1996. izdao svoj četvrti album All Eyez on Me koji je jedan od najboljih albuma američkog repanja 90-ih godina.
Kasnije je objavio pjesmu Hit 'Em Up u kojoj vrijeđa sve ljude koji su bili protiv njega, tj. reperi s istočne obale SAD-a (Notorious B.I.G, Puff Daddy, Li'l Kim, Li'l Caesar, Mobb Deep, Chino XL). Poslije toga objavljena su još tri Tupacova filma: Gridlock'd, Bullet i Gang Related. U društvu Suge knighta, vraćajući se s boksačkog meča na kojem je nastupao Mike Tyson, 7. rujna 1996., suvozač bijelog Cadillaca počeo je pucati na automobil u kojem je bio Tupac. Tupac je primio četiri metka u prsa, bio je odvezen u University Medical Centre gdje je prebačen na intenzivnu njegu zbog obilnog unutarnjeg krvarenja. Liječnici su na njemu obavili tri operacije, odstranili mu desno plućno krilo, ali Tupac nije izdržao.
Umro je 13. rujna 1996. u istoj bolnici. Ubojice ni dan danas nisu pronađeni zbog nepisanog banditskog pravila: svatko tko surađuje s policijom dobiva titulu cinkaroša. Navodno su počinitelji bili isprovocirani pjesmom Hit 'Em Up, te su bili pripadnici bandi s istočne obale.

## Nakon Tupacove smrti
Nakon njegove smrti objavljeno je još jedanaest albuma s njim kao autorom, prvi je bio The Don Killuminati: The 7 Day Theory. Tupacova majka, Afeni, osnovala je svoju diskografsku kuću Amaru Records, te je objavila album R U Still Down? (Remember Me) 1997. godine, s Interscope i Jive Records, isto kao i za album Greatest Hits 1998. godine, samo što se priključio i Death Row. Still I Rise objavljen je 1999. od Amaru, Interscope i Death Row Recordsa, dok su 2000. album The Rose That Grew from Concrete objavili samo Interscope i Amaru Records. Until the End of Time je objavljen od Amaru, Death Row i Interscope Recordsa 2001., a album Better Dayz je objavljen 2002. od Amaru i Tha Row Recordsa. Remix album Nu-Mixx Klazzics objavljen je od Tha Row-a i Koch Recordsa 2003., iste godine kada je diskografska kuća Amaru Records objavila Resurrection. Tupacov uživo album objavljen je 2004. od Koch i Tha Row Recordsa. Interscope i Amaru Records su 2004. Loyal to the Game, a godinu poslije objavljen je Pac's life. Godine 2007. objavljena su tri postumna albuma: Beginnings: The Lost Tapes 1988–1991 (Koch Records), Nu Mixx Klazzics Vol. 2 (Tha Row i Koch Records) i Best Of 2Pac (Amaru, Interscope, Death Row, Universal Music Group).

## Diskografija

### Studijski albumi
- 1991.: 2Pacalypse Now
- 1993.: Strictly 4 My N.I.G.G.A.Z.
- 1995.: Me Against the World
- 1996.: All Eyez on Me

### Postumni albumi
- 1996.: The Don Killuminati: The 7 Day Theory
- 1997.: R U Still Down? (Remember Me)
- 1998.: Greatest Hits
- 1999.: Still I Rise
- 2000.: The Rose That Grew from Concrete
- 2001.: Until the End of Time
- 2002.: Better Dayz
- 2003.: Nu-Mixx Klazzics
- 2003.: Tupac: Resurrection
- 2004.: 2Pac Live
- 2004.: Loyal to the Game
- 2006.: Pac's Life
- 2007.: Beginnings: The Lost Tapes 1988–1991
- 2007.: Nu-Mixx Klazzics Vol. 2
- 2007.: Best of 2Pac

## Vanjske poveznice

### Službene stranice
- Službena stranica: Tupac Shakur
- Tupac Shakur na Twitteru
- Tupac Shakur na MySpaceu
- Zaklada za umjetnost: Tupac Amaru Shakur

### Profili
- Tupac Shakur na Allmusicu
- Tupac Shakur na Discogsu
- Tupac Shakur na Billboardu
- Tupac Shakur  Arhivirana inačica izvorne stranice od 15. ožujka 2011. (Wayback Machine) na MTV
- Tupac Shakur  Arhivirana inačica izvorne stranice od 3. ožujka 2011. (Wayback Machine) na Yahoo! Musicu
- Tupac Shakur na Internet Movie Databaseu